# 播磨町立播磨西小学校
播磨町立播磨西小学校（はりまちょうりつ はりまにししょうがっこう）は兵庫県加古郡播磨町にある公立の小学校である。

## 沿革
- 1976年4月1日 - 播磨町立播磨小学校から分離し、播磨小学校を間借りし、開校。
- 1976年9月1日 - 現在地に移転。
- 1978年4月1日 - 特殊学級新設。
- 1981年4月1日 - 播磨町立播磨北小学校を分離し、校区変更。
- 2005年7月21日 - 校舎耐震工事
- 2007年4月1日 - 播磨北小学校閉校により旧校区が本校に復帰。

## 通学区域
- 本荘3丁目（1番の一部、4番、5番の一部、6番、11番）、本荘4丁目、北本荘1丁目（1番-9番、10番の一部、13番-22番）、北本荘2丁目（6番の一部、播磨小の区域を除く7番、播磨小の区域を除く8番、播磨小の区域を除く9番、播磨小の区域を除く10 番）、北本荘3丁目-7丁目、 大中4丁目（5番-6番） 、南大中3丁目（3番-4番）、古田1丁目（1番-5番、8番、播磨小の区域を除く10番）、古田2丁目-3丁目、北古田1丁目-2丁目、宮西1丁目-3丁目[2]

## 中学校区
山陽電鉄本線を境に二分され、北側の区域は播磨町立播磨中学校へ、南側の区域は播磨町立播磨南中学校へ進学する。

## 通学区域が隣接している学校
- 播磨町立播磨小学校
- 播磨町立蓮池小学校
- 加古川市立平岡小学校
- 加古川市立平岡南小学校
- 加古川市立別府小学校